# Canarium polyphyllum
Canarium polyphyllum är en tvåhjärtbladig växtart som beskrevs av Karl Moritz Schumann. Canarium polyphyllum ingår i släktet Canarium och familjen Burseraceae. Inga underarter finns listade i Catalogue of Life.